# Xã Kensett, Quận White, Arkansas
Xã Kensett (tiếng Anh: Kensett Township) là một xã thuộc quận White, tiểu bang Arkansas, Hoa Kỳ. Năm 2010, dân số của xã này là 2.183 người.